# Campeonato Italiano de Futebol - Série A (1968–69)
A Primeira Divisão do Campeonato Italiano de Futebol da temporada 1968-1969, denominada oficialmente de Serie A 1968-1969, foi a 67º edição da principal divisão do futebol italiano e a 37º edição da Serie A. O campeão foi o Fiorentina que conquistou seu 2º título na história do Campeonato Italiano. O artilheiro foi Gigi Riva, do Cagliari , com 21 gols.

## Premiação
| Serie A 1968-1969              |
| Toscana                        |
| ------------------------------ |
| FIORENTINA Campeão (2º título) |